# Lliga Mundial de waterpolo
La Lliga Mundial de waterpolo (FINA Water Polo World League) és una competició de nova creació (2002), sorgida amb la intenció de capitalitzar la creixent popularitat del waterpolo, principalment a Europa, Amèrica del Nord i Austràlia.
La competició és disputada per seleccions estatals durant la temporada amb un premi de mig milió de dòlars per al guanyador. L'any 2004 s'inicià la competició femenina. És organitzada per la FINA.

## Format
La lliga es disputa en una primera fase de grups on s'enfronten en partits d'anada i tornada. Els grups, quatre en total, estan formats per 3 o 4 equips i distribuïts segons criteris geogràfics i de rànquing.
La competició s'inicia el juliol. Els tres primers de cada grup avancen a la segona ronda formant dos grups semifinals. Els tres primers de cada grup semifinal es classifiquen per les superfinals del mes d'agost.

## Lliga Mundial masculina
| Any  | Seu         | Or                  | Plata               | Bronze       |
| ---- | ----------- | ------------------- | ------------------- | ------------ |
| 2002 | Patras      | Rússia              | Espanya             | Hongria      |
| 2003 | Nova York   | Hongria             | Itàlia              | Estats Units |
| 2004 | Long Beach  | Hongria             | Sèrbia i Montenegro | Grècia       |
| 2005 | Belgrad     | Sèrbia i Montenegro | Hongria             | Alemanya     |
| 2006 | Atenes      | Sèrbia i Montenegro | Espanya             | Grècia       |
| 2007 | Berlín      | Sèrbia              | Hongria             | Austràlia    |
| 2008 | Gènova      | Sèrbia              | Estats Units        | Austràlia    |
| 2009 | Podgorica   | Montenegro          | Croàcia             | Sèrbia       |
| 2010 | Niš         | Sèrbia              | Montenegro          | Croàcia      |
| 2011 | Florència   | Sèrbia              | Itàlia              | Croàcia      |
| 2012 | Almati      | Croàcia             | Espanya             | Itàlia       |
| 2013 | Txeliàbinsk | Sèrbia              | Hongria             | Montenegro   |
| 2014 | Dubai       | Sèrbia              | Hongria             | Montenegro   |
| 2015 | Bèrgam      | Sèrbia              | Croàcia             | Brasil       |
| 2016 | Huizhou     | Sèrbia              | Estats Units        | Grècia       |
| 2017 | Ruza        | Sèrbia              | Itàlia              | Croàcia      |
| 2018 | Budapest    | Montenegro          | Hongria             | Espanya      |
| 2019 | Belgrad     | Sèrbia              | Croàcia             | Austràlia    |
| 2020 | Debrecen    | Grècia              | Montenegro          | Itàlia       |

## Lliga Mundial femenina
| Any  | Seu                    | Or              | Plata         | Bronze        |
| ---- | ---------------------- | --------------- | ------------- | ------------- |
| 2004 | Long Beach             | Estats Units    | Hongria       | Itàlia        |
| 2005 | Kirishi                | Grècia          | Rússia        | Austràlia     |
| 2006 | Atenes                 | Estats Units    | Itàlia        | Rússia        |
| 2007 | Mont-real              | Estats Units    | Austràlia     | Grècia        |
| 2008 | Santa Cruz de Tenerife | Rússia          | Estats Units  | Austràlia     |
| 2009 | Kirishi                | Estats Units    | Canadà        | Austràlia     |
| 2010 | La Jolla               | Estats Units    | Austràlia     | Grècia        |
| 2011 | Tientsin               | Estats Units    | Itàlia        | Austràlia     |
| 2012 | Changshu               | Estats Units    | Austràlia     | Grècia        |
| 2013 | Pequín                 | R.P. de la Xina | Rússia        | Estats Units  |
| 2014 | Kunshan                | Estats Units    | Itàlia        | Austràlia     |
| 2015 | Xangai                 | Estats Units    | Austràlia     | Països Baixos |
| 2016 | Xangai                 | Estats Units    | Espanya       | Austràlia     |
| 2017 | Xangai                 | Estats Units    | Canadà        | Rússia        |
| 2018 | Kunshan                | Estats Units    | Països Baixos | Rússia        |
| 2019 | Budapest               | Estats Units    | Itàlia        | Rússia        |
| 2020 |                        |                 |               |               |